# Daniel Colin
Daniel Colin (30 de setembro de 1933 - 15 de junho de 2019) foi um político francês que serviu como deputado de 1986 a 1997.